# Andy Kusnetzoff
Andrés Kusnetzoff (Buenos Aires, 17 de noviembre de 1970), conocido como Andy Kusnetzoff, es un periodista, actor y productor de televisión y radio argentino que se hizo conocido siendo notero del programa de televisión Caiga Quien Caiga. Actualmente trabaja en el canal de televisión Telefe y en la radio Urbana Play FM.

## Biografía
Nació en el barrio de Palermo, Buenos Aires. Es hijo del sexólogo Juan Carlos Kusnetzoff (alias "Dr. K") y de la psicoanalista Esther Buchholz, ambos columnistas de su programa. Vivió cuatro años en Río de Janeiro, en tiempos de dictadura militar, cuando la familia siguió a su padre en su exilio en Brasil. Luego de probar suerte en el ciclo básico común de varias carreras en la Universidad de Buenos Aires (UBA), comenzó la carrera de psicología pero la dejó en tercer año. Posteriormente comenzó la carrera de periodismo en TEA, donde obtuvo su título en 1995. 
Fue notero de Caiga Quien Caiga desde 1995 hasta 1999 y en 2001, programa en el que se hizo conocido por pedirle besos a las entrevistadas. Anteriormente había tenido algunas apariciones en la televisión abierta en programas como Turno Tarde donde fue Notero ,La TV ataca donde trabajó en producción y El Rayo donde fue Productor ejecutivo. Luego condujo Maldito Lunes por Telefé (2000), El bar (2001) y Escalera a la fama (2003). Condujo Argentinos, somos como somos (2004) por Canal 13, que luego cambió su nombre por Argentinos por su nombre en 2006 y duró tres temporadas consecutivas (hasta 2008). En 2008 y 2009 condujo, junto a María Laura Santillán, la ceremonia de los Premios Clarín.
En radio comenzó como movilero de "Podría ser peor" en 1992 y produjo los programas ¿Cuál es?, Lucky Strike, Se nos viene la noche y Clásico de clásicos  en la Radio Rock & Pop. En 2001 comenzó con su propio programa en Radio Mitre llamado Tarde de Perros junto a María O'Donnell. En 2002 comenzó su programa en Radio Metro Perros de la calle, programa que condujo hasta el 15 de diciembre de 2020 cuando se venció su contrato con la emisora y notificó que el programa terminará el 18 de diciembre del mismo año. Desde el año 2021 se transmite por FM Urbana Play 104.3.
Tuvo un breve programa, también en Metro, llamado Sólo por hoy, que salió al aire únicamente en 2015 y no volvió a emitirse.

## Trayectoria

### TV

#### TV Pública
- La TV Ataca (1991)

#### America TV
- La TV Ataca (1993)
- Caiga quien caiga (1995-1999)
- El Bar (2001)

#### elnueve
- La TV Ataca (1992)
- Hacelo por mí (1991-1993)
- Turno Tarde (1994)

#### eltrece
- Primicias (2000)
- Caiga quien caiga (2000-2001)
- Escalera a la fama (2003)
- Argentinos, somos como somos (2004)
- Argentinos por su nombre (2006-2008)
- Zoom, mira de cerca (2009)

#### Telefe
- Maldito Lunes (2000)
- Graduados (2012)
- Extreme Makeover (2013)
- Viudas e hijos del rock and roll (2014-2015)
- PH, podemos hablar (2017-2023)

#### Infinito
- Extreme Makeover (2013)

#### FOX Life
- Perros de la Calle:El Reality (2014)

### Radio

#### Rock & Pop
- Malas Compañías (1991/movilero)
- Podría ser peor (1992/movilero)
- Clasico de clásicos (1993-2000/productor)
- Cual es? (1993-2000/productor)

#### Radio Mitre
- Tarde de Perros (2001)

#### Metro
- Perros de la Calle (2002-2020)
- Solo por hoy (2015)
- Casa Radio (2020)

#### Urbana Play FM
- Perros de la Calle (2021-presente)

#### Telecinco
- Caiga quien caiga (España) (2025-presente)

## Cine
| Año  | Película              | Rol              | Director          |
| 2011 | El destino del Lukong | Él mismo         | Gonzalo Roldán    |
| 2016 | Campaña antiargentina | Él mismo         | Alejandro Parysow |
| 2019 | No soy tu mami        | Locutor de radio | Marcos Carnevale  |
| 2022 | Granizo               | Él mismo         | Marcos Carnevale  |

## Programas producidos
- La TV ataca - Asistente de producción
- Hacelo por mí - Asistente de producción
- El rayo - Productor ejecutivo

Mandarina Productora
| Canal        | Programa                             |
| ------------ | ------------------------------------ |
| El Gourmet   | Gourmet India                        |
| El Gourmet   | Rescate Gourmet                      |
| El Gourmet   | Road Show                            |
| El Gourmet   | Chefs unplugged                      |
| El Gourmet   | Haciendas de México                  |
| Cosmopolitan | Hasta que la muerte los separe?      |
| Cosmopolitan | Calendario Cosmo 2008                |
| Cosmopolitan | Ranking Cosmo                        |
| Cosmopolitan | Cómo conquistar un hombre en 10 días |
| Canal 13     | ¿Quéres jugar?                       |
| Canal 13     | Argentinos por su nombre             |
| Canal 13     | Zoom                                 |
| Canal (á)    | Medios de vida                       |

## Premios y nominaciones
| Premios Martín Fierro | Premios Martín Fierro                            | Premios Martín Fierro    | Premios Martín Fierro | Premios Martín Fierro |
| Año                   | Categoría                                        | Trabajo Nominado         | Resultado             | Ref.                  |
| --------------------- | ------------------------------------------------ | ------------------------ | --------------------- | --------------------- |
| 1999                  | Mejor labor periodística masculina en televisión | Caiga quien caiga        | Ganador               | [ 5 ]                 |
| 2008                  | Mejor programa periodístico de televisión        | Argentinos por su nombre | Nominado              | [ 6 ]                 |
| 2009                  | Mejor programa periodístico de televisión        | Argentinos por su nombre | Nominado              | [ 7 ]                 |
| 2009                  | Mejor conducción masculina en televisión         | Argentinos por su nombre | Nominado              | [ 7 ]                 |
| 2012                  | Mejor programa de interés general en radio       | Perros de la calle       | Nominado              | [ 8 ]                 |
| 2013                  | Mejor participación especial en ficción          | Graduados                | Nominado              | [ 9 ] [ 10 ]          |
| 2013                  | Mejor programa de interés general en radio       | Perros de la calle       | Ganador               | [ 9 ] [ 10 ]          |
| 2013                  | Mejor conducción masculina en radio              | Perros de la calle       | Nominado              | [ 9 ] [ 10 ]          |
| 2014                  | Mejor conducción masculina en radio              | Perros de la calle       | Nominado              | [ 11 ]                |
| 2015                  | Mejor labor periodística masculina en radio      | Perros de la calle       | Ganador               | [ 12 ]                |
| 2016                  | Mejor programa de interés general FM             | Perros de la calle       | Ganador               | [ 13 ]                |
| 2016                  | Mejor conducción masculina en radio              | Perros de la calle       | Nominado              | [ 14 ]                |
| 2017                  | Mejor programa de interés general FM             | Perros de la calle       | Nominado              | [ 15 ]                |
| 2017                  | Mejor conducción masculina en radio              | Perros de la calle       | Ganador               | [ 16 ]                |
| 2018                  | Mejor programa de interés general en televisión  | PH, podemos hablar       | Ganador               | [ 17 ]                |
| 2018                  | Mejor programa diario de interés general FM      | Perros de la calle       | Nominado              | [ 18 ]                |
| 2018                  | Mejor conducción masculina en radio              | Perros de la calle       | Ganador               | [ 18 ]                |
| 2018                  | Martín Fierro de Oro (Radio)                     | Andy Kusnetzoff          | Ganador               | [ 18 ]                |
| 2019                  | Mejor programa de interés general en televisión  | PH, podemos hablar       | Ganador               | [ 19 ]                |
| 2019                  | Mejor conducción masculina en televisión         | PH, podemos hablar       | Nominado              | [ 19 ]                |

| Premios Tato | Premios Tato                      | Premios Tato       | Premios Tato | Premios Tato |
| Año          | Categoría                         | Trabajo Nominado   | Resultado    | Ref.         |
| ------------ | --------------------------------- | ------------------ | ------------ | ------------ |
| 2017         | Mejor programa de interés general | PH, podemos hablar | Ganador      | [ 20 ]       |
| 2017         | Mejor conducción masculina — Aire | PH, podemos hablar | Nominado     | [ 20 ]       |

| Premios Clarín | Premios Clarín           | Premios Clarín     | Premios Clarín | Premios Clarín |
| Año            | Categoría                | Trabajo Nominado   | Resultado      | Ref.           |
| -------------- | ------------------------ | ------------------ | -------------- | -------------- |
| 2004           | Mejor conductor de radio | Perros de la calle | Nominado       |                |
| 2004           | Mejor programa de radio  | Perros de la calle | Nominado       |                |
| 2005           | Mejor conductor de radio | Perros de la calle | Nominado       |                |
| 2005           | Mejor programa de radio  | Perros de la calle | Ganador        |                |
| 2006           | Mejor conductor de radio | Perros de la calle | Nominado       |                |
| 2006           | Mejor programa de radio  | Perros de la calle | Nominado       |                |